# Футбол в Латвии
 Футбол в Латвии — один из наиболее популярных видов спорта. Сборная, чемпионат и кубок Латвии контролируются Латвийской футбольной федерацией.

## История
Латвийская футбольная федерация была основана в 1921 году. В 1922 году вступила в ФИФА. В 1940—1991 годах Латвия находилась в составе СССР и как самостоятельное государство не принимала участия в чемпионатах мира и Европы. После обретения независимости в 1992 году членство было восстановлено.
Сборная Латвии — единственная из прибалтийских стран, сумевшая отобраться на чемпионат Европы. В стыковых матчах за право попадания на Евро латыши обыграли сборную Турции. Попадание на Евро-2004 является главным достижением сборной. На самом первенстве сборная Латвии показала приличную игру, заработав одно очко в матче со сборной Германии и до последнего матча сохраняя шансы на выход из группы. Результаты национальной команды положительно сказались на уровне популярности футбола в стране. По состоянию на июль 2014 года сборная Латвии занимает 103-е место в Рейтинге сборных ФИФА.
Впервые чемпионат Латвии по футболу состоялся в 1922 году (с 1927 года стал называться Высшая лига) и проходил на постоянной основе до 1944 года, после чего чемпионат не проводился до 1992 года. После возобновления в национальном первенстве доминировал рижский «Сконто» (13 побед подряд). Во второй половине 2000-х годов были заметны «Вентспилс» (чемпион в 2006, 2007, 2008) и лиепайский «Металлург» (2005, 2009). Наибольшее число побед в Кубке Латвии также на счету «Сконто» .
Несколько латвийских футболистов известны своими выступлениями за именитые зарубежные клубы. Например, Игорь Степанов («Арсенал»), Марьян Пахарь («Саутгемптон»), Марис Верпаковскис («Динамо Киев»), Андрей Штолцерс («Фулхэм»), Юрис Лайзан и Александр Цауня («ЦСКА»). Тренер Александр Старков известен по работе с московским «Спартаком».